# Junkers G 31
Lo Junkers G 31 era un trimotore di linea e da trasporto ad ala bassa prodotto dall'azienda tedesca Junkers GmbH negli anni venti.

## Utilizzatori

### Civili
Australia
- Guinea Airways

 Germania
- Deutsche Luft Hansa (DLH)

### Militari
Australia
- Royal Australian Air Force